# Nelson (grup musical)
Nelson és una banda de rock nord-americà formada pels germans Matthew i Gunnar Nelson (fills bessons del músic Ricky Nelson). La banda va aconseguir èxit al començament dels anys noranta amb el seu àlbum debut, After the Rain, el qual contenia la seva cançó més reconeguda i reeixida, "(Can't Live Without Your) Love and Affection".
Després de l'èxit aconseguit amb el seu primer àlbum, la banda es va veure embolicada en disputes amb el seu segell discogràfic, a més del decaïment del gènere glam metall per donar pas al so grunge. Això els va portar a trencar relacions amb el segell Geffen Records el 1995. Malgrat això, la banda va continuar produint els seus discos a través del seu segell independent, "Stone Canyon Records".

## Discografia

### Àlbums d'estudi
- After the Rain (Geffen 1990)
- Because They Ca (Geffen 1995)
- Imaginator (Stone Canyon 1996)
- The Silence Is Broken (Stone Canyon 1997)
- Brother Harmony (Stone Canyon 1998)
- Life (Stone Canyon 1999)
- Like Father, Like Sons (Stone Canyon 2000)
- Lightning Strikes Twice (Frontiers-Stone Canyon Records 2010)
- Before the Rain (Frontiers-Stone Canyon Records 2010)
- Peace Out (Frontiers Records 2015)

### Recopilacions
- 20th Century Masters – The Millennium Collection: The Best of Nelson (Geffen 2004)

### Àlbums en rirecte
- Perfect Storm – After the Rain World Tour 1991 (Frontiers Records 2010)

## Nelson a la cultura popular
Nelson va inspirar uns dibuixos animats anomenats Nelson: Rock & Roll Detectives.